# Anne Hidalgo
Ana María "Anne" Hidalgo Aleu (phát âm tiếng Pháp: [an idalɡo]; sinh ngày 19 tháng 6 năm 1959) là một chính trị gia người Pháp gốc Tây Ban Nha từng là thị trưởng Paris kể từ khi bầu cử thành phố 2014. Cô ấy là người phụ nữ đầu tiên giữ văn phòng.
Một thành viên của Đảng xã hội chủ nghĩa từ năm 1994, cô ấy là Phó Thị trưởng đầu tiên của Paris Bertrand Delanoë (2001–2014), giữ danh hiệu Ủy viên hội đồng thành phố Paris từ Quận 15 kể từ ngày 9 tháng 3 năm 2001. Vào ngày 22 tháng 1 năm 2016, cô được bầu làm Phó chủ tịch thứ nhất của Métropole du Grand Paris từ văn phòng đến vị trí thị trưởng của mình.